# Georges Palicot
Georges Palicot (1863-1921) fou un compositor francès. Fou autor de diverses pantomimes i de les òperes Alcyone (Bolonya, 1891), La vendetta (1903); Rose de Provence (Montpeller, 1904), La balafre (Lió, 1907). Entre valsos himnes i poemes simfònics va compondre unes 150 obres.